# Comunardo Niccolai
Comunardo Niccolai (Uzzano, 15 de dezembro de 1946 – Pistoia, 2 de julho de 2024) foi um futebolista e treinador de futebol italiano que atuou como zagueiro.

## Carreira

### Clubes
Foi revelado pelo Montecatini, time da região da Toscana, iniciando sua carreira profissional no Torres, em 1963. No ano seguinte, foi contratado pelo Cagliari, onde faria história: foram 225 jogos disputados e quatro gols marcados, ajudando na conquista do título do Campeonato Italiano em 1970 (único título de um clube sardo). Chegou a ser emprestado ao Chicago Mustangs em 1967.
Em 1976, Niccolai deixou o Cagliari para defender o Perugia, onde encerraria sua carreira de jogador no ano seguinte, com apenas trinta anos.

## Seleção
O bom desempenho com a camisa do Cagliari rendeu a Niccolai a convocação para a Copa do Mundo de 1970, juntamente com outros cinco atletas da equipe sarda (Enrico Albertosi, Pierluigi Cera, Luigi Riva, Angelo Domenghini e Sergio Gori). Foram apenas três jogos com a camisa da Seleção Italiana de Futebol,[carece de fontes?] sendo uma pelo Mundial do México.

## Carreira como técnico
Em 1980, Niccolai iniciou carreira de técnico ao treinar o Savoia, exercendo o cargo durante um ano.
Comandou ainda a Seleção Italiana de Futebol Feminino e foi ainda olheiro da Azzurra.

## Recorde de gols-contra
Em sua carreira, Niccolai detém um recorde negativo: é um dos jogadores que mais marcou gols-contra na história do Campeonato Italiano, junto com Riccardo Ferri (ex-Inter de Milão) e Franco Baresi (ex-Milan), sendo alguns deles feitos de forma inacreditável.

## Morte
Niccolai morreu em 2 de julho de 2024, aos 77 anos, em Pistoia.

## Títulos
- Copa do Mundo FIFA de 1970 - 2.º lugar